# Bulbophyllum falcatocaudatum
Bulbophyllum falcatocaudatum är en orkidéart som beskrevs av Johannes Jacobus Smith. Bulbophyllum falcatocaudatum ingår i släktet Bulbophyllum och familjen orkidéer. Inga underarter finns listade i Catalogue of Life.